# Смарт, Алан
Алан Смарт (англ. Alan Smart; род. 10 октября 1963, Лос-Анджелес) — американский мультипликатор и режиссёр анимации. Более известен по работе над анимацией мультсериала «Губка Боб Квадратные Штаны».

## Биография
Алан Смарт родился 10 октября 1963 года в Лос-Анджелесе, штат Калифорния, США. Он получил образование в художественном институте Брэднис (1979-1981) и Калифорнийского института искусств (1982-1986). В 24 года начал работать анимацией в различных проектах. Его первым проектом анимации стал сериал «Удивительные истории». Позже он работал над мультсериалами «Котопёс», «Симпсоны», «Ох, уж эти детки!», «Дикая семейка Торнберри», «Дакмен», «Шоу Рена и Стимпи» и другими. В настоящее время работает аниматором мультсериала «Губка Боб Квадратные Штаны».

## Фильмография
- 1987: Удивительные истории (ассистент аниматора)
- 1987: Приключения бурундучков (ассистент аниматора)
- 1989: Русалочка (аниматор)
- 1990-2003: Симпсоны (аниматор, режиссёр)
- 1991-1997: Ох, уж эти детки! (ассистент аниматора, аниматор)
- 1993-1996: Новая жизнь Рокко (режиссёр анимации)
- 1994-1995: Кинокритик (режиссёр, аниматор)
- 1994-1995: Шоу Рена и Стимпи (аниматор)
- 1994-1997: Дакмен (аниматор)
- 1996: Эй, Арнольд! (режиссёр, режиссёр анимации)
- 1997: Переменка (режиссёр анимации)
- 1997: 101 далматинец (режиссёр анимации)
- 1994-1997: ААА!!! Настоящие монстры (аниматор)
- 1998-1999: Котопёс (аниматор)
- 1998-1999: Дикая семейка Торнберри (аниматор)
- 1999 — наст. время: Губка Боб Квадратные Штаны (аниматор, режиссёр анимации, главный режиссёр)
- 2002-2003: Школа клонов (режиссёр анимации)
- 2004: Губка Боб Квадратные Штаны (режиссёр анимации)
- 2005: Цап-царап (аниматор)
- 2013: Санджей и Крейг (аниматор)
- 2015: Губка Боб в 3D (главный аниматор, режиссёр анимации)

### Актёр
- 2003: My Life with Morrissey  — Стэн
- 2002; 2010: Губка Боб Квадратные Штаны — Электрический уголь, бодибилдер
- 2009: Вся правда о Губке Бобе — играет самого себя